# ウインズ錦糸町
ウインズ錦糸町（ウインズきんしちょう）は、東京都墨田区江東橋にある日本中央競馬会 (JRA) の場外勝馬投票券発売所 (WINS) である。

## 概要
ウインズ錦糸町は1950年に東京楽天地が誘致する形で開設された。現在は東館と西館の2つの建物が少し離れて設置されており、共にJRAと「楽天地」のロゴが掲げられている。
西館の7Fにはエクセルフロアが設置されており、座席数は312席で利用料は1日1000円。

## 交通
- JR東日本総武本線・東京メトロ半蔵門線 錦糸町駅より南に徒歩3分。
  - 西館よりも東館のほうが駅に近い
- 都営地下鉄新宿線・東京メトロ半蔵門線 住吉駅より北に徒歩10分。